# Rocky Moran junior
William James „Rocky“ Moran junior (* 11. Januar 1980 in Pasadena, Kalifornien) ist ein US-amerikanischer Automobilrennfahrer. Er startete von 1998 bis 2005 zu einigen Rennen der Atlantic Championship. Sein Vater ist der Automobilrennfahrer Rocky Moran.

## Karriere
Moran begann seine Motorsportkarriere 1990 im Kartsport, in dem er bis 1994 aktiv blieb. Er trat 1994 und 1995 an Ausbildungsserien im Formelsport an. 1996 wechselte Moran in den professionellen Formelsport und startete in der Barber Dodge Pro Series. Mit einer Podest-Platzierung erreichte er den zehnten Gesamtrang. 1997 blieb er in der Meisterschaft und verbesserte sich mit drei Podest-Platzierungen auf den sechsten Platz im Gesamtklassement. 1998 erreichte Moran den elften Platz in der Fahrerwertung der Barber Dodge Pro Series und debütierte für P-1 Racing bei einem Rennen der Atlantic Championship. 1999 gewann Moran zwei Rennen der Barber Dodge Pro Series und wurde 13. in der Meisterschaft. Darüber hinaus stieg er zur Saisonmitte für P-1 Racing in die Atlantic Championship ein. Dort belegte er den 14. Gesamtrang.
2000 bestritt Moran seine erste vollständige Saison in der Atlantic Championship. Für P-1 Racing erzielte er mit einem dritten Platz eine Podest-Platzierung und erreichte den fünften Platz im Gesamtklassement. 2001 wechselte Moran während der Atlantic Championship von Condor Motorsports zu Cobb Racing. Mit einem Sieg wurde er Achter der Fahrerwertung. 2002 ging Moran für Sigma Autosport in der Atlantic Championship an den Start. Er gewann ein Rennen und stand zwei weitere Male auf dem Podium. Die Saison schloss er auf dem fünften Platz ab.
Nach einer einjährigen Motorsportpause kehrte Moran 2004 in die Atlantic Championship zurück und startete für Polestar Motor Racing. Nach dem fünften Rennen verlor er sein Cockpit an Ronnie Bremer. Ein zweiter Platz war Morans bestes Ergebnis und er wurde Gesamtelfter. 2005 nahm Moran für P-1 Racing nur an einem Rennen der Atlantic Championship teil. Er startete dabei in der sekundären C2-Klasse. Außerdem fuhr er für AFS Racing bei einem Rennen der Infiniti Pro Series. Darüber hinaus startete Moran zu einem Rennen der NASCAR K&N Pro Series West und drei Rennen der NASCAR K&N Pro Series East. 2006 trat Moran zu je zwei Rennen der NASCAR K&N Pro Series East und der Rolex Sports Car Series an.
Nach vier Jahren Pause kehrte Moran 2011 in den Motorsport zurück und erhielt ein Jaguar-Werkscockpit bei RSR Racing in der American Le Mans Series (ALMS) für ausgewählte Rennen.
Nach weiteren zwei Jahren Pause absolvierte Moran 2014 für Schmidt Peterson Motorsports IndyCar-Testfahrten. Für das dritte Rennen der IndyCar Series 2015 in Long Beach erhielt Moran kurzfristig ein Cockpit bei Dale Coyne Racing als Ersatz für Carlos Huertas. Nachdem sich Moran bei einem Trainingsunfall den Daumen brach, wurde er vom Rennen zurückgezogen und durch Conor Daly ersetzt.

## Sonstiges
Zusammen mit seinem Vater konstruierte Moran eine der modernsten Kartrennbahnen der Welt in Kalifornien.

## Statistik

### Karrierestationen
| - 1990–1994: Kartsport - 1996: Barber Dodge Pro Series (Platz 10) - 1997: Barber Dodge Pro Series (Platz 6) - 1998: Atlantic Championship - 1998: Barber Dodge Pro Series (Platz 11) - 1999: Atlantic Championship (Platz 14) - 1999: Barber Dodge Pro Series (Platz 13) | - 2000: Atlantic Championship (Platz 5) - 2001: Atlantic Championship (Platz 8) - 2002: Atlantic Championship (Platz 5) - 2004: Atlantic Championship (Platz 11) - 2005: Atlantic Championship, C2 (Platz 11) - 2005: Infiniti Pro Series (Platz 31) - 2005: NASCAR K&N Pro Series West (Platz 46) | - 2005: NASCAR K&N Pro Series East (Platz 38) - 2006: NASCAR K&N Pro Series East (Platz 41) - 2006: Rolex Sports Car Series, DP (Platz 90) - 2011: ALMS - 2015: IndyCar Series |

### Einzelergebnisse in der IndyCar Series
| Jahr | Team              | 1   | 2   | 3   | 4   | 5   | 6    | 7   | 8   | 9   | 10  | 11  | 12  | 13  | 14  | 15  | 16  | Punkte | Rang |
| ---- | ----------------- | --- | --- | --- | --- | --- | ---- | --- | --- | --- | --- | --- | --- | --- | --- | --- | --- | ------ | ---- |
| 2015 | Dale Coyne Racing | STP | NOL | LBH | ALA | IMS | INDY | DET | DET | TXS | TOR | FON | MIL | IOW | MDO | POC | SNM | –      | –    |
| 2015 | Dale Coyne Racing | WD  |     |     |     |     |      |     |     |     |     |     |     |     |     |     |     | –      | –    |

(Legende)

### Sebring-Ergebnisse
| Jahr | Team       | Fahrzeug   | Teamkollege | Teamkollege | Platzierung | Ausfallgrund |
| ---- | ---------- | ---------- | ----------- | ----------- | ----------- | ------------ |
| 2011 | Jaguar RSR | Jaguar XKR | P. J. Jones | Ken Wilden  | Rang 35     |              |